# Fraconalto
Fraconalto (piemontesisch Fraconàut, ligurisch Fiacon; bis 1927 Fiaccone)  ist eine italienische Gemeinde in der Provinz Alessandria (AL), Region Piemont.

## Lage und Einwohner
Fraconalto liegt 50 km südöstlich von der Provinzhauptstadt Alessandria auf einer Höhe von 725 m über dem Meeresspiegel. Das Gemeindegebiet umfasst eine Fläche von 15,85 km² und hat 305 (Stand 31. Dezember 2023) Einwohner. In der Nähe der Gemeinde liegt der Stausee Lago della Busalletta, der direkt an der Grenze zu Ligurien liegt.
Die Nachbargemeinden sind Busalla (GE), Campomorone (GE), Mignanego (GE), Ronco Scrivia (GE) und Voltaggio.

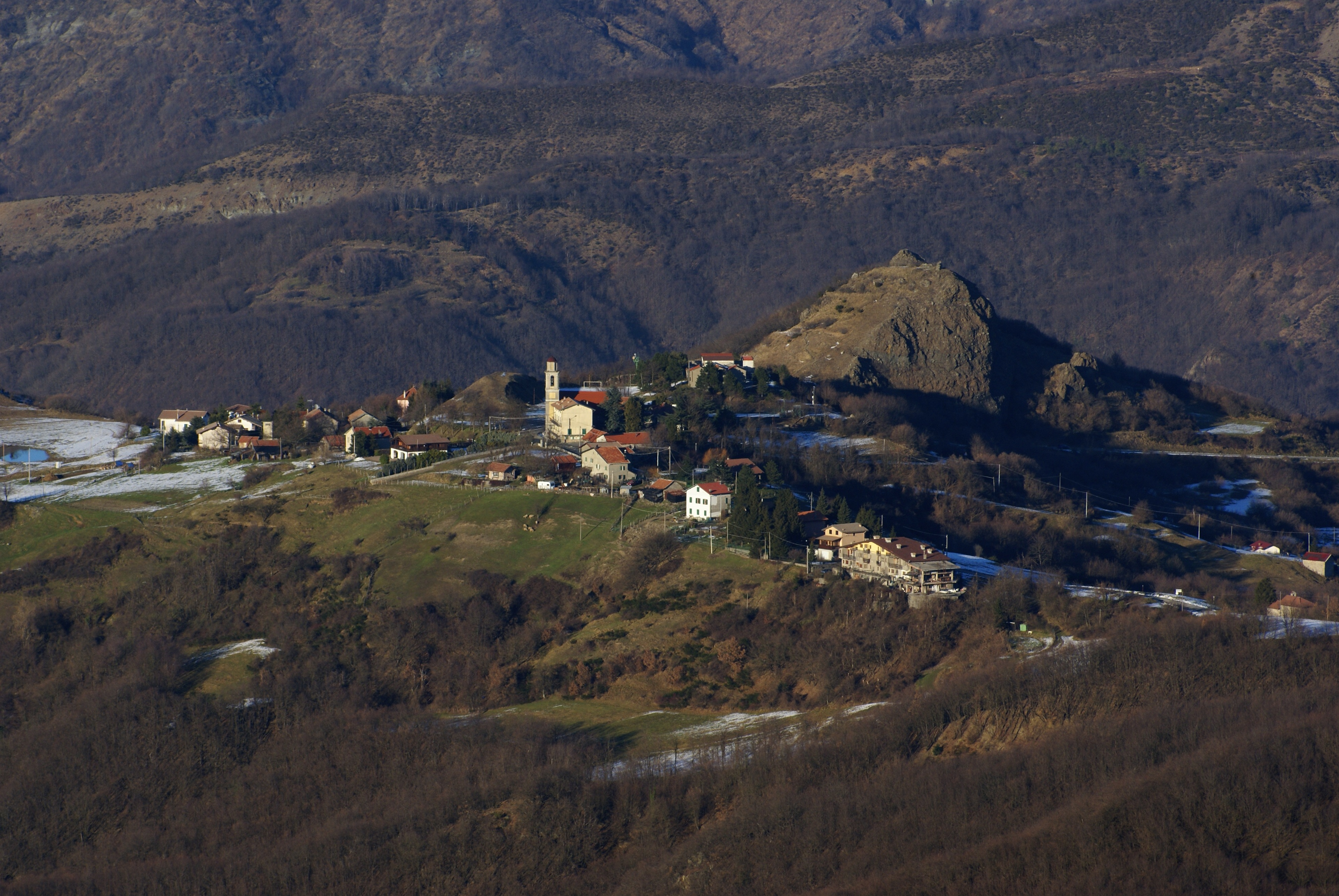
Panorama

## Geschichte

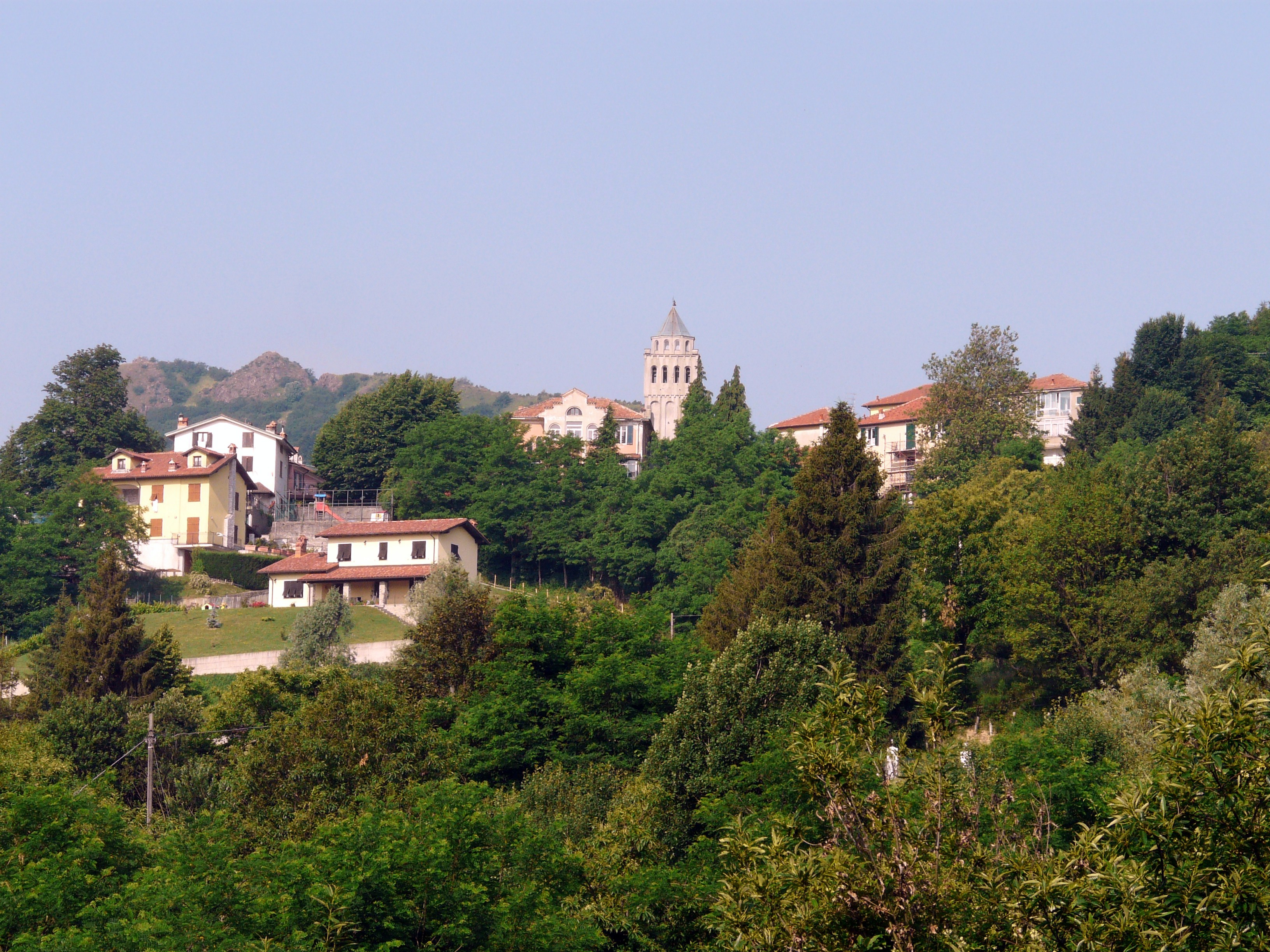
Fraktion Castagnola

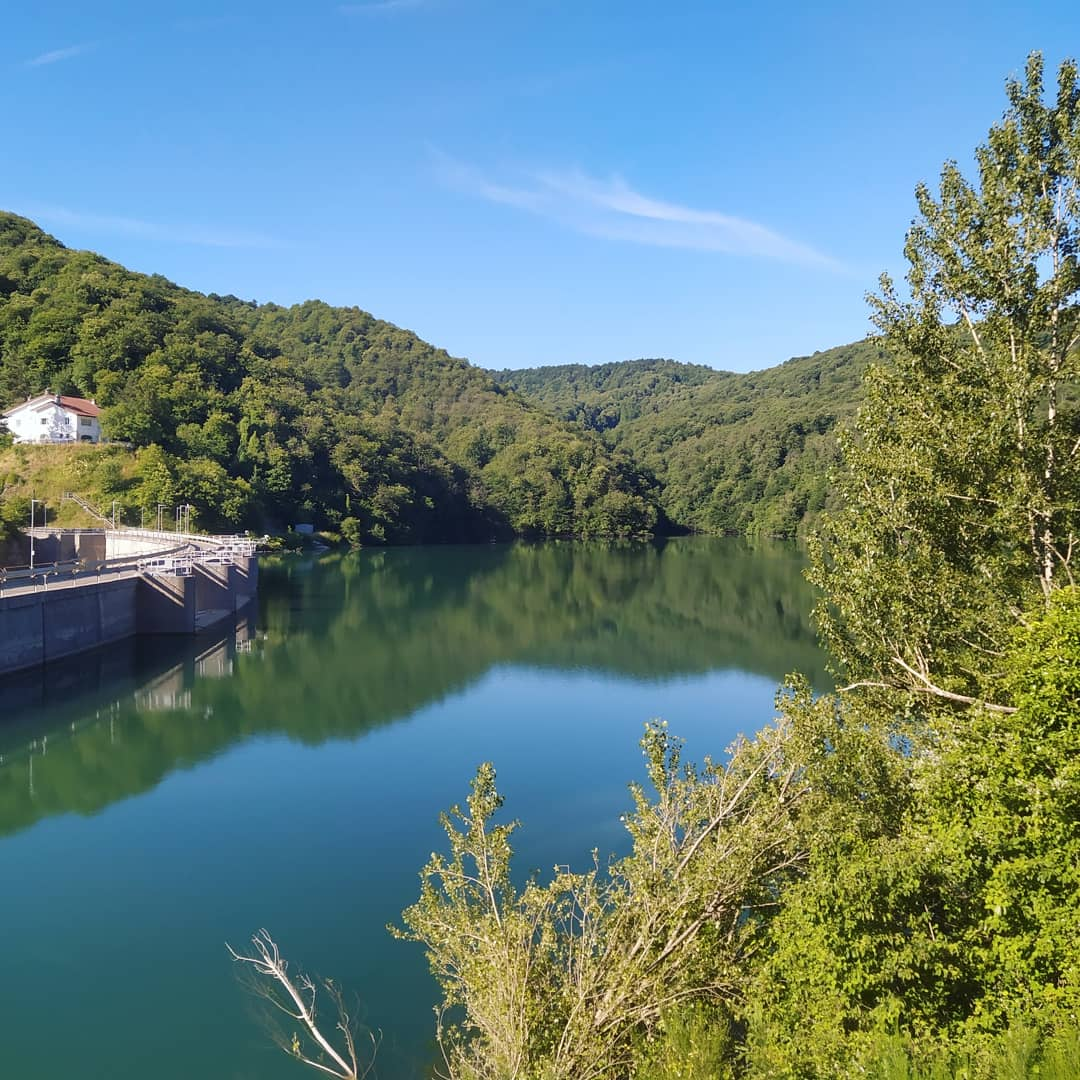
Lago della Busalletta

Sein heutiger Name leitet sich vom antiken Ortsnamen „Fiaccone“ ab, der seit 1130 als „Flaconis“ bezeugt ist, auch „Flaconus“ und „Fraconus“ wurden verwendet. An der Basis des Ortsnamens steht der Personenname „Flacco“, zu dem später das Adjektiv „hoch“ hinzugefügt wurde, was durch die hohe Lage der Siedlung gerechtfertigt wurde. 
Seine Ursprünge reichen bis ins Mittelalter zurück. Es war immer eng mit den historischen Ereignissen der nahegelegenen Gemeinde Voltaggio verbunden, von der es bis 1805 verwaltungsmäßig abhängig war. Bemerkenswert waren auch seine Beziehungen zu Genua, insbesondere im Hinblick auf Handelsangelegenheiten. Tatsächlich ließ Genua nach dem Sieg über die Sarazenen und der Eroberung der überseeischen Kolonien seinen Handel über das Val Lemme verlaufen und eröffnete die sogenannte Bocchetta-Straße direkt in Fraconalto. Eine andere Straße, Postumia genannt, weil sie vom römischen Konsul Aulus Postumius gebaut wurde, existierte bereits 148 v. Chr. Im Jahr 1880 war es Schauplatz des österreichischen Krieges gegen Genua.

## Sehenswürdigkeiten
- Die Ruinen einer alten Burg, die 1121 von den Genuesen besetzt wurde.
- Ein Haus aus dem 15. Jahrhundert, in dem sich die Zollämter befanden.
- Das in der Neuzeit erbaute Heiligtum Unserer Lieben Frau von der Gesundheit.